# Villa Rosario (Sabaya)
Villa Rosario ist eine Ortschaft im Departamento Oruro im Hochland des südamerikanischen Anden-Staates Bolivien.

## Lage im Nahraum
Villa Rosario ist zentraler Ort des Kanton Villa Rosario im Municipio Sabaya in der Provinz Sabaya. Die Ortschaft liegt auf dem bolivianischen Altiplano auf einer Höhe von 3800 m direkt westlich des Cerro Pariani, der eine Höhe von mehr als 5000 m erreicht. Östlich der Ortschaft befindet sich das Tal des Río Sabaya, dessen im Jahresverlauf nur gelegentlich fließendes Wasser zehn Kilometer weiter südlich in den Salzsee Salar de Coipasa mündet.

## Geographie
Das Klima in der Region ist semiarid, der Jahresniederschlag liegt bei nur 200 mm (siehe Klimadiagramm Sabaya). Von April bis November herrscht Trockenzeit mit Monatswerten von weniger als 10 mm Niederschlag, die Feuchtezeit im Sommer ist kurz und der Regen wenig ergiebig. Die Jahresdurchschnittstemperatur liegt bei knapp 7 °C ohne wesentliche Schwankungen im Jahresverlauf, aber mit starken Tagesschwankungen der Temperatur und häufigem Frostwechsel.
Die Vegetation in der Region entspricht der semiariden Puna. Sie ist baumlos und setzt sich vor allem aus Dornsträuchern, Gräsern, Sukkulenten und Polsterpflanzen zusammen. Sie wird wirtschaftlich als Lama-, Alpaka- und Schafweide genutzt.

## Verkehrsnetz
Villa Rosario liegt 200 Straßenkilometern von Oruro entfernt, der Hauptstadt des gleichnamigen Departamentos.
Von Oruro aus führt die Nationalstraße Ruta 12 über 189 Kilometer in südwestlicher Richtung über Ancaravi und Huachacalla bis Sabaya und weiter nach Pisiga an der chilenischen Grenze. Von Sabaya aus führt eine unbefestigte Landstraße in südlicher Richtung, erreicht nach elf Kilometern Rosario und führt dann weiter zu der am Salar gelegenen Ortschaft Villa Vitalina.

## Bevölkerung
Die Einwohnerzahl der Ortschaft ist in den vergangenen beiden Jahrzehnten auf mehr als das Doppelte angestiegen:
| Jahr | Einwohner | Quelle       |
| ---- | --------- | ------------ |
| 1992 | 104       | Volkszählung |
| 2001 | 110       | Volkszählung |
| 2012 | 258       | Volkszählung |
| 2024 |           | Volkszählung |

Die Region weist einen hohen Anteil an Aymara-Bevölkerung auf, im Municipio Sabaya sprechen 62,9 Prozent der Bevölkerung Aymara.